# Міністр закордонних справ України
Міні́стр закордо́нних справ Украї́ни — посада керівника Міністерства закордонних справ в Україні, який очолює міністерство та здійснює керівництво діяльністю усіх органів дипломатичної служби держави.

## Законодавчий статус
Права та обов'язки міністра чітко визначаються пунктом 11 Положення «Про Міністерство закордонних справ України», затвердженого Кабінетом Міністрів України №-281 від 30 березня 2016 року.
Згідно статті 107 Конституції України за посадою є Членом Ради національної безпеки і оборони України.
Міністр закордонних справ підпорядковується безпосередньо Президенту України з питань, що належать до конституційних повноважень Президента України.
Міністр має заступників, обов'язки між ними розподіляє Міністр. Заступники Міністра виконують за дорученням Міністра окремі його функції та заміщують Міністра в разі його відсутності або неможливості виконувати ним свої повноваження.

## Права та обов'язки міністра
1. особисто відповідає за розроблення і запровадження Програми діяльності Кабінету Міністрів України в частині проведення державної політики у сфері зовнішніх зносин України, за реалізацію державної політики у цій сфері;
2. здійснює управління у сфері зовнішніх зносин України, спрямовує і координує діяльність інших органів виконавчої влади з питань, віднесених до його відання;
3. здійснює керівництво МЗС України, його представництвами на території України, Дипломатичною академією при МЗС України, забезпечує керівництво дипломатичними представництвами України за кордоном, консульськими установами України за кордоном, представництвами України при міжнародних організаціях;
4. входить до складу Ради національної безпеки і оборони України;
5. представляє МЗС України у взаємовідносинах з органами державної влади України, органами державної влади іноземних держав, а також із міжнародними організаціями;
6. за власною ініціативою чи за дорученням Кабінету Міністрів України або Прем'єр-міністра України готує питання на розгляд Кабінету Міністрів України;
7. вносить у встановленому порядку пропозиції Президентові України про призначення та звільнення глав дипломатичних представництв України, глав державних делегацій та про присвоєння вищих дипломатичних рангів України;
8. присвоює дипломатичні ранги радника першого класу, радника другого класу, першого секретаря першого класу, першого секретаря другого класу, другого секретаря першого класу, другого секретаря другого класу, третього секретаря, аташе;
9. за посадою без спеціальних повноважень представляє Україну у зовнішніх зносинах, на двосторонніх і багатосторонніх переговорах, підписує міжнародні договори України;
10. виступає з офіційними заявами з питань зовнішньої політики України та з ініціативами міжнародного характеру;
11. є розпорядником коштів МЗС України;
12. в установленому порядку затверджує кошториси і штатні розписи дипломатичних представництв України за кордоном, консульських установ України за кордоном, представництв України
13. згідно з чинним законодавством призначає на посади та звільняє з посад працівників МЗС України та дипломатичних установ України за кордоном, консульських установ України за кордоном, представництв України при міжнародних організаціях, а також ректора Дипломатичної академії при МЗС України, керівників інших організацій та установ, що належать до сфери управління МЗС України;
14. організовує роботу колегії МЗС України і головує на її засіданнях;
15. представляє у встановленому порядку працівників, які особливо відзначилися у роботі, до нагородження державними нагородами України;
16. здійснює інші повноваження, передбачені законодавством.